# Chris Scheffer (journalist)
Hendrik Jan (Chris) Scheffer (Woensel 7 juli 1919 - Rotterdam 21 mei 2008) was een verzetsstrijder, econoom, journalist/hoofdredacteur en secretaris van Koninklijke Akademie van Wetenschappen. "Henk" Scheffer nam na 1945 de voornaam "Chris" aan die hij als leider van de Landelijke Knokploegen (L.K.P.) in het gewapend verzet in Rotterdam als alias had gebruikt. Na de oorlog had Scheffer een langdurige journalistieke carrière bij het Rotterdams Nieuwsblad, de Haagsche Courant en Sijthoff Pers en werd secretaris bij de Koninklijke Akademie van Wetenschappen. In 1960 promoveerde hij op het proefschrift ‘In Vorm Gegoten. Rotterdams Nieuwsblad in de negentiende eeuw’.

## Naoorlogse moorden
Als lid van de Commissie van Vijf van de L.K.P. Rotterdam besloot Scheffer tijdens de oorlog over leven en dood bij het afgeven van tientallen liquidatie-opdrachten, waarvan de rechtmatigheid van een aantal tegenwoordig in twijfel worden getrokken. Op 28 april 1945 gaf Prins Bernard als bevelhebber van de Binnenlandse Strijdkrachten het bevel om met onmiddellijke ingang alle liquidaties van vermeende verraders stop te zetten.
Desondanks werd de Rotterdamse verzetsstrijder Pieter Kuntz op 3 juni 1945 wegens vermeend verraad door Chris Scheffer en Jan Arie de Groot zonder proces doodgeschoten.
Op 5 juni 1945 ontvoerden Scheffer en Jan Arie de Groot de koerierster Kitty van der Have wegens mogelijk verraad om haar op 12 juni 1945 in een badkuip te verdrinken. Ook de moord op een tweede koerierster in juni 1945 (Maria Schram) wordt aan Scheffer en De Groot gelinkt. Op aandringen van het voormalig verzet verdwenen deze moordzaken in de doofpot. In 1949 werd de voormalige zwarthandelaar Peter Louis Henssen gearresteerd in een smokkelzaak, tezamen met Jan Arie de Groot. Vanwege onenigheid met De Groot noemde Henssen tijdens zijn verhoor de betrokkenheid van De Groot bij de moord op Kitty van der Have.
In 1950 werden De Groot en Scheffer veroordeeld als de hoofddaders van de moord op Kitty van der Have; het bleef echter bij een voorwaardelijke straf. De moorden op Kuntz en Schram werden genoemd door de officier van justitie, maar bleven onbestraft.

## Regeringsonderzoek De Zaak Menten
In 1976 werd Scheffer door minister van Cultuur, Recreatie en Maatschappelijk Werk Harry van Doorn aangetrokken om onafhankelijk historisch onderzoek te doen naar de rol van de regering in 1949 in de zaak van Pieter Menten. Voormalig Officier van Justitie Van Doorn kende Scheffer nog vanuit hun leidende rollen in het Rotterdamse verzet en de naoorlogse Rotterdamse Politieke Opsporingsdienst. Toen de betrokkenheid van Scheffer bij de moorden op Kitty van der Have en Pieter Kuntz opnieuw in de publiciteit kwam, trok minister van Justitie Dries van Agt de opdracht in. Tijdens de twee uur durende persconferentie poogde de ontheven onderzoeker Scheffer de moord op Kitty van der Have goed te praten.
Tot zijn pensioen in 1979 bleef Scheffer lid van de Koninklijke (Nederlandse) Akademie van Wetenschappen.

## Overlijden
Na het overlijden van Scheffer op 21 mei 2008 volgde geen melding in de kranten waar hij vele jaren als journalist of hoofdredacteur heeft gewerkt. Ook andere kranten maakten geen overlijdensmelding van de voormalige verzetsleider, journalist en wetenschapper.